# Dying Light
Dying Light (укр. Згасаюче світло) — відеогра з відкритим ігровим світом від першої особи в жанрах Action-adventure/Survival horror, створена польським розробником відеоігор Techland і видана Warner Bros. Interactive Entertainment. Анонсована в травні 2013 року, а вийшла в січні 2015 для Microsoft Windows, Linux, PlayStation 4 і Xbox One. Також планувався випуск для платформ PlayStation 3 і Xbox 360, але пізніше його скасували через апаратні обмеження.
Сюжет гри обертається навколо секретного агента на ім'я Кайл Крейн (Kyle Crane), який вирушає зі спецзавданням до карантинної зони в східне місто під назвою Харран. У ворожому оточенні, посеред спалаху зомбі-інфекції, панує місцева банда і борються за життя кілька різних груп людей. Місто представлене відкритим ігровим світом з динамічними денними і нічними циклами. З кожним наступним циклом «день-ніч» противники стають більш ворожими, але найважче мати з ними справу в нічний час — коли з'являються дуже агресивні екземпляри зомбі. Особливостями ігрового процесу є використання паркуру, на якому й зосереджене пересування і ведення бою в тісних східних вуличках. У грі також наявний асиметричний багатокористувацький режим (як бонус за умов попереднього замовлення); гра на чотирьох гравців, кооперативний багатокористувацький режим.
Розробка гри почалась у 2012 році. Ще до офіційного анонсу гри, у кількох доповідях йшлося, що Dying Light буде продовженням Dead Island, іншої франшизи створеної Techland, але пізніше ці чутки були відхилені. Система паркуру в грі робить акцент на природних рухах. Для реалізації цього Techland довелося відмовитися від більшості сюжетних елементів, і довелося будувати їх з нуля. Розробку музики взяв на себе Павел Блащак (Paweł Blaszczak). За його словами, на створення саундтреку його надихнула музика з фільмів 70-х і 80-х років.
Після виходу Dying Light отримав переважно позитивні відгуки критиків, у яких ті хвалили бойову систему, графіку, кооперативний багатокористувацький режим, навігацію та присутність циклів день-ніч. Низка негативних коментарів стосувалася сюжету, складності й технічних питань. Гра була найбільш продаваною протягом січня 2015 року та побила рекорд продажів першого місяця серед нової інтелектуальної власності в жанрі survival horror. Techland оголосили, що повністю присвятять себе грі після її випуску. Заради цього в травні 2015 року вони відклали один зі своїх інших проектів і повністю зосередилися на пост-релізному розвиткові Dying Light. Команда випустила безліч оновлень і два пакети контенту завантаження, а саме Cuisine & Cargo та The Bozak Horde. Також було оголошено про вихід розширення Dying Light: The Following, яке побачило світ 9 лютого 2016 року.

## Ігровий процес

Вільна механіка пересування Dying Light дає змогу гравцям використовувати елементи паркуру.

Dying Light – гра від першої особи з відкритим ігровим світом в тематичному жанрі зомбі-апокаліпсису. Гравцю пропонується пройти міським середовищем охопленим порочною епідемією, розшукуючи і використовуючи (в процесі грі) різноманітні побутові предмети та елементи для створення й покращення власної зброї, що, в свою чергу, й дозволить  захиститись від експансії інфікованого населення. Головну увагу при цьому акцентовано на механіці паркуру, яка дозволяє гравцям виконувати такі дії як: сходження уступами, зістрибування з країв, ковзання, стрибки з даху на дах та зіплайн. Крім цього, механіка паркуру застосовується у бойових діях. Гравці можуть застосовувати удари однією та обома ногами під час стрибків, а також в бою з ворогами. До того ж в грі фігурує такий елемент спорядження, як кішка (крюк), що дозволяє підніматися на будівлі й швидко пересуватися між різними місцями.
Здебільшого гра базується на елементах ближнього бою, з характерними для нього арсеналом зброї та більшістю бойових прийомів. Наявні більш як 100 готових зразків такої зброї, а також понад 1000 можливостей для її модифікації, коли гравці створюють з неї нові зразки захисту . Зброя ближнього бою має обмежену тривалість життя. Вона поступово зношується і зрештою ламається повністю, якщо гравець використовує її для бойових дій протягом тривалого часу. При цьому, гравці можуть ремонтувати зброю, але обмежену кількість разів. Модифікація зброї вимагає наявності відповідних інгредієнтів, таких як марля, металеві частини й схеми збирання, які можна відшукати або придбати в магазині. Вогнепальна зброя також фігурує в грі, але гравці отримають доступ до неї тільки в другій половині гри. Проте й запас патронів часто дуже малий. Арсенал вогнепальної зброї складається з двох типів автоматів, а також різновидів стрілецької зброї (пістолетів) та дробовиків. Налаштування вогнепальної зброї дуже обмежені, але ця зброя не ламається і не стає непридатною після тривалої експлуатації.
Dying Light містить динамічний цикл днів і ночей. Упродовж дня гравець мусить виходити і збирати різний мотлох для переробки та відправки назад в безпечні зони. Можна налаштовувати пастки, допомагати випадковим персонажам і шукати вантажі повітряної допомоги. Заражені особи - повільні та апатичні, їх легко помітити. Це дозволяє гравцеві просто оминати їх, проте небезпека зростає коли кількість зомбі значно зростає. Гравці також можуть використовувати пастки довкілля, щоб вбивати інфікованих, наприклад шипи на елементах конструкцій та електрифіковані паркани. Провідний дизайнер гри Мацей Бінковський заявив, що денний час триватиме приблизно 64 (реальні) хвилини, тоді як нічний час буде тривати близько 7 хвилин. Гра має засновану на фізиці систему освітлення, а також динамічну систему погоди, що включає такі умови, як туман, дощ, і вітер.
Вночі інфіковані стають значно більш небезпечними. Без денного світла їхні відчуття стають гострішими і точнішими. Вони набувають здатності швидко бігти за гравцем і завдавати збільшеної шкоди, а також здатності стрибати й підніматися будівлями, як і сам гравець. Для того, щоб уникнути з ними контакту, гравці повинні використовувати "Відчуття виживання" (англ. Survivor Sense), яке допомагає їм визначати розташування інфікованих у темряві, а також триматись подалі від їхнього шляху. Якщо гравців все ж помітили і вони намагаються втекти від своїх переслідувачів; то вони можуть використовувати пастки для відволікання, щоб зменшити кількість зомбі. Крім цього гравці можуть використовувати звук, щоб заманити ворогів. Головним захистом гравця проти інфікованих є ультрафіолетове випромінювання, що їх уповільнює.
Різноманітні дії в Dying Light допомагають гравцям заробити відповідні очки досвіду. Так, участь у бою з ворогами додає гравцям значення Сили, а виконуючи рухи паркуру можна підвищити показник Спритності. Завершення завдань головних місій і додаткових завдань – допоможуть гравцям заробити бали Виживання. Якщо гравці заробляють досвід, то вони, відповідно, можуть витратити зараховані очки умінь на дереві навичок, або додати ігровому персонажу нових навичок. Якщо персонаж гравця гине вдень, то всі очки виживання зникають. Якщо ж персонаж гине вночі, то з нього не знімають жодного очка виживання. Всі бали досвіду підвищуються, якщо гравець займається дослідженням уночі.
1 жовтня 2014 року Techland оголосив, що в повній версії гри, включаючи весь контент завантаження, буде більш як 50 годин ігрового процесу (геймплею).

### Багатокористувацький режим (мультиплеєр)
Багатокористувацький онлайновий режим підтримує до 4-х гравців у кооперативному режимі. На EGX 2014 року провідний дизайнер гри Мацей Бінковський показав які виклики у ігровому світі очікують гравців під час здобуття очок досвіду. Він продемонстрував два завдання: один бій, де треба вбити якомога більше заражених, та гонитву за бігунами. Основна кампанія гри також повністю відтворюється в кооперативному режимі. Dying Light  пропонує особливий асиметричний режим, розрахований на багато користувачів гри. В такому режимі існує доповнення "Будь зомбі" (англ. Be the Zombie), що дозволяє користувачеві грати за особливо сильного і потужного інфікованого під назвою Нічний мисливець (Night Hunter) та приєднатися до інших гравців. В свою чергу, на гравців, що грають в ролі людини, покладено завдання знищення заражених гнізд і виживання після атак Нічних мисливців.

## Сюжет

### Світ гри
Гравці дивляться на світ Dying Light очима головного персонажа на ім'я Кайл Крейн (озвучує Роджер Крейг Сміт) – оперативного агента під прикриттям, що проникає в карантинну зону у вигаданому місті Харран. Мета місії знайти Кадіра "Раїса" Сулеймана (озвучує Джим Піррі) – політичного діяча, який став шахраєм і який має файл, здатний знищити репутацію свого агентства. Але коли він (Кайл Крейн) приходить, то повинен обирати, між завершенням своєї власної місії та допомогою іншим людям, що вижили, яких очолює Харріс Брекен (озвучує Метью Волф).

### Події гри
У місті Харран таємничий вірусний спалах перетворив велику частину населення на гіпер-агресивних зомбі-подібних істот, змусивши Міністерство оборони Харрану закрити на карантин ціле місто. Організація Global Relief Effort (GRE), регулярними постачаннями повітряних вантажів, підтримує в місті всіх тих, хто до цього часу ще залишився в живих. GRE наймає Кайла Крейна, щоб він проникнув у Харран і роздобув важливий файл, вкрадений у них Кадір Сулейманом, яким той їх шантажує, погрожуючи гласністю, якщо з ним щось станеться. Крейн десантується в Харран, де одразу потрапляє в засідку ворожої банди. Під час сутички Крейна атакує заражений, кусає його та інфікує, але на допомогу приходять Джейд Алдемір (озвучує Назнін Контрактор) та Амір Гхорейші (озвучує Рой Вонгтама). Амір приносить себе в жертву, щоб дати Джейд і Крейну час на порятунок. Джейд направляє непритомного Крейна до притулку для тих хто вижив під назвою Башта. Крейн приходить до тями і заводить дружбу з Рахімом Алдеміром (озвучує Сурадж Партха), братом Джейд. Потім Рахім вчить Крейна паркуру і відсилає його до Спайка (Кевін Деніелз), який дає йому його перше завдання як резиденту вежі. Крейн дізнається, що Башта (яка прагне допомагати тим хто вижив), зазнає нападів банди розбійників очолюваних ватажком на ім'я Раїс – що розкрадає поставки з повітряних вантажів GRE, в тому числі Антизін (Antizin), вакцину, яка пригнічує симптоми інфекції і уповільнює процес перетворення. Після того, як Харріс Брекен, лідер Башти, зазнає важкого поранення в спробі дістати хоч краплю Антизіну, потреба у препараті стає вкрай нагальною. Крейнові, як добровольцю, вдається досягти один з вантажів, що містить Антизін, але, незважаючи на гостру необхідність вакцини для врятованих, Крейн, відповідно до вказівок GRE знищує поставку. Таким чином, GRE підштовхує групу з Башти звернутися до Раїса заради вакцини, і, за можливості, перевірити його особистість. Крейн неохоче погоджується з цим та інформує Башту, що поставки були вже розграбовані.
Надалі Крейн, від імені Башти, виходить на зв'язок з бандою Раїса і знайомиться з ним самим особисто. В обмін на лояльність та виконання певних доручень, Раїс пропонує Крейнові дефіцитну вакцину. Агенту GRE доводиться йти назустріч бандитам і фактично займатися рекетирством та іншими, небезпечними для життя завданнями. GRE підозрює, що Раїс та Кадір Сулейман – це одна й та ж особа, яка переховує цінний файл, і тому йдуть на будь-які аморальні вчинки в особі свого агента. Проте, Кайл Крейн, має своє бачення ситуації і відмовляється виконувати останнє завдання Раїса – доставити на його арену в будь-який спосіб Джейд Альдемір, відому ще й як «Скорпіон».
Далі Крейн вирушає на пошуки Джейд і дізнається, що Міністерство оборони планує бомбити Харран в спробі повністю знищити спалах інфекції, запевняючи, що, буцім то, в місті немає нікого з тих, хто залишився в живих. Але Крейну вдається відновити радіовежу і передати повідомлення зовнішньому світу, зірвавши, таким чином, плани міністерства. Раїс перехоплює Джейд і разом з нею привласнює й дослідження доктора Зере. Крейну вдається врятувати Джейд і частину досліджень доктора, але виявляється, що Джейд теж інфікована. Раїс цинічно кидає їм одну дозу вакцини на двох і в результаті трагічної розв'язки, коли Джейд вколює вакцину Крейну, а сама перетворюється – Крейнові нічого не залишається, як милостиво вбити її, звернувши шию. Після битви і перемоги над правою рукою Раїса –Тахіром (озвучує Майкл Бенейр), Крейн доставляє зразки тканини доктору Камдейну, який вважає, що він дуже близький до винаходу ліків, але потребує іншої частини даних доктора Зере. Потім Крейн з'ясовує, що Раїс пішов на угоду з GRE, яким пообіцяв дані досліджень доктора Зере в обмін на виліт з Харрану. Крейн атакує штаб Раїса (заповнений інфікованими) і бореться з ним на вершині хмарочоса, врешті-решт завдає удару ножем в шию Раїса і скидає його вниз. Дані доктора Зере дістаються Кайлу Крейну і він вирішує передати їх лікарю Камдейну, замість GRE, маючи намір залишитися в Харрані і допомагати тим, хто вижив.

## Розробка
Адріан Чишевскі, Директор Dying Light
Розробку Dying Light розпочала на початку 2012 року основна команда Techland, яка розробила в 2011 році Dead Island. Згідно з повідомленнями Dying Light мала бути сиквелом Dead Island, але члени Techland пізніше запевнили, що гра "оригінальна від самого початку.", і що команда хотіла б створити "щось більше і краще" без зв'язку з будь-яким існуючим IP. Директор Techland Адріан Чишевскі також пояснив, що існує велика різниця в плані творчого бачення між студією і видавцем Dead Island Deep Silver і вони вбачають себе "не в дуже добрих бізнес-стосунках" з Dead Island. Тому Techland вирішила остаточно розділитися з видавцем Deep Silver і почати розробку нового IP. Чишевскі також показав, що розробка нової гри може принести команді більше свободи, аніж розвиток Dead Island 2, і вони вільні переносити заплановані для Dead Island елементи, такі як нові типи ворогів, бойові діі, навички і цикл день-ніч, що були не реалізовані через обмежений розміру команди і час, до нового проекту.
23 травня 2013 команда розробників оголосила про проект Dying Light, а перший трейлер гри дебютував на виставці Electronic Entertainment Expo 2013 року. Techland пообіцяли, що Dying Light буде кращої якості, ніж Dead Island через складність його геймплею, велику історію, а також його більш серйозний і зрілий тон. Команда розробників також вважає Dying Light  "можливістю довести людям, що ми (Techland) зробили ААА гру". Вже в процесі роботи систему паркуру вирішено було повністю переробити. Оригінальна модель мала систему, аналогічну Mirror's Edge, в якій гравці піднімалися на дах або стіни, взаємодіючи з інтерактивним елементом, але пізніше команда розробників змістила акцент на виконанні більш «природних рухів», коли гравці можуть самі визначити, де і коли їм слід виконувати рухи паркуру. Капітальна переробка мала на меті дозволити гравцям вільніше орієнтуватися в довкіллі, і це привело до істотних змін в анімації й штучному інтелекті (AI). Студія також відмовилася від більшості попередній ідей сюжету і квестів – створивши їх з нуля. Сюжет гри розроблено, щоб задовольнити смак північноамериканської аудиторії. Тому Techland запросили Дена Джоллі (який написав кілька коміксів для DC Comic), щоб він написав сюжет гри. При створенні сюжету розробники також черпали натхнення з таких романів, як Чума і Серце темряви.
Випуск гри спочатку було заплановано на 2014 рік. Проте, 8 травня 2014 року Techland оголосили про те, що гру відкладено до лютого 2015 року через "бажання інновацій", а також для поліпшення елементів паркуру. На E3 2014 року Techland заявили, що Dying Light  буде мати сильний акцент на рольовому аспекті гри. Пізніше дату релізу перенесли на січень 2015 року. 
28 жовтня 2014 року Techland повідомили про те, що PlayStation 3 і Xbox 360 версії гри скасовано. Рішення ґрунтувалось на "ретельному внутрішньому тестуванні", яке показало, що консолі не можуть впоратися з грою належним чином.
Спочатку Techland зробити гру зі швидкістю 60 кадрів в секунду (FPS) на консолях PlayStation 4 і Xbox One. Однак, за словами старшого продюсера гри Адріана Чишевські, на консолях частоту кадрів Dying Light обмежать 30-ма кадрами на секунду, щоб забезпечити рідну 1080p графіку, знизити вхідну затримку до мінімуму, а також забезпечити гладкішу і чіткішу ігрову продуктивність. Він вважав, 1080p / 30 кадрів в секунду "оптимальним рішенням для Dying Light  і всіх його особливостей геймплею на консолях».

## Маркетинг та реалізація
Сезонний абонемент (season pass) для гри був оголошений 4 грудня 2014 і пропонував широкий вибір нового контенту для гри, включаючи місії, зброю та одяг. Перший контент завантаження (DLC)  Cuisine & Cargo спочатку був доступний власникам сезонного абонементу. Версія Ultimate Edition містила як основну гру, так і анонсований сезонний абонемент.
17 січня 2015 року Techland оголосили, що вони відклали вихід фізичних копії Dying Light на невизначений строк через "довший час виконання замовлення, ніж цифровий". Затримка вплинула на країни Близького Сходу, Азію, Австралію та Європу. Techland запевнили, що гра як і раніше буде доступною в цифровому вигляді на свою заплановану дату виходу. На 24 січня 2015 року Techland оголосили про те, що фізичні копії Dying Light для цих регіонів вийдуть 27 лютого 2015 року. "Be the Zombie mode", як початковий бонус замовлення, стає безкоштовним для всіх, хто купує гру незалежно від платформ і території. Замовники фізичних копій гри отримають пакети DLC Cuisine & Cargo і DLC Ultimate Survivor Bundle безкоштовно.
2 лютого 2015 року патч 1.2.1 вимкнув підтримку моду для гри. Водночас Entertainment Software Association (ESA) зняла з Mediafire мод, який усуває зернистість, начебто через порушення Закону про авторське право в цифрову епоху. Techland пізніше пояснили, що проблема полягала в аварії, викликаній побічним ефектом виходу патчу, й розробляють новий патч для відновлення моддінгу. ESA пізніше вибачились за появу наказу прибрати мод, пояснивши, що "запити помилково зробила третя сторона від імені організації." 6 лютого 2015 року Techland заявили, що розробляють безкоштовні інструменти моддінгу для ПК. Компанія запевнила, що "значна частина нашої ігрової спільноти були модерами, починаючи з Call of Juarez 2 та Dead Island, і ми хотіли б продовжити це в Dying Light". 12 лютого 2015 року Techland оголосили, що випустять безкоштовне оновлення щоб поліпшити складність гри, зробити її важчою, а також збільшити тривалість нічного часу після скарг критиків, що грати було занадто легко. 15 лютого 2015 року вийшов патч, який відновлює моддінг.
25 лютого 2015 року оголошено про випуск збірки "Моя Апокаліптична колекція" (My Apocalypse Collectors Edition), яка коштувала 250 000 фунтів чи приблизно 380 000 доларів і включала в себе такий зміст, як: безкоштовні уроки паркуру, призначені для користувачів укриття, окуляри нічного бачення і підгузники для дорослих (для нічного часу), а також подорож до Techland у Польщу. 4 березня 2015 року Techland анонсували вихід DLC "Ultimate Survivor Bundle" на 10 березня 2015 року. DLC включав три нові варіанти одягу (скіни) і чотири нових креслення зброї. Цей DLC був безкоштовним для власників сезонного абонементу. 14 квітня 2015 року Techland випустили пакет інструментів розробника Steam, що дозволяв гравцям створювати користувацький контент, такий як нові карти, історії та завдання. Останній DLC під назвою "The Bozak Horde", який додавав нове місце під назвою Стадіон Харран і режим Орди, з новими викликами, був запланований до випуску 26 травня 2015 року.
Маркетингова кампанія зазнала критики за використання в рекламному постері до гри відомої цитати від ютубівської знаменитості PewDiePie. Вони процитували одне з його геймплейних відео, яке, здається, було спонсороване розробниками Techland протягом VGX 2013. Критики назвали такий маркетинговий підхід "тінистим" і "сміховинним", і сама цитата також зазнала критики за те, що була граматично неправильною. Пізніше PewDiePie через Твіттер запевняв, що не пам'ятає цієї цитати взагалі.
25 червня 2015 року, у формі пародії на рекламну кампанію Destiny і Red Bull, Techland заявили, що будуть роздавати коди преміальної зброї для гравців, які розмістять свої світлини з випитою склянкою води на Twitter. Пізніше ця акція переросла в кампанію «Пийте для DLC», із запланованим випуском декількох фрагментів вільного DLC для гри, якщо буде розміщено потрібну кількість світлин.
29 липня 2015 року, Techland анонсували розробку The Following, автономного розширення для Dying Light. Воно мало бути безкоштовним для всіх гравців, які придбали сезонний абонемент на Dying Light, але також і доступним для купівлі. The Following міститиме кампанію з новим сюжетом, керовані транспортні засоби, а також нову мапу, розмір якої є такий самий, як і всі попередні мапи від Dying Light узяті разом. The Following з'явився 9 лютого 2016 року. Розширення вийшло під назвою Dying Light: The Following - Enhanced Edition, і включало основну гру, всі контенти завантаження та контенти оновлення, а також саме розширення.
Демо-версія ігрового процесу побачила світ 26 серпня 2015 року, приблизно через шість місяців після первинного випуску гри. Демо пропонує три години контенту геймплея, а також підтримує чотирьох гравців у кооперативному мультиплеері. Крім цього в демо-версії наявна більша частина механіки ігрового процесу, такої як цикл день-ніч і системи для крафтингу (англ. crafting - створення, поліпшення).
16 березня 2016 року, версія Dying Light: The Following, стала доступною на DRM-free service GOG.com.

## Музика
Музику для Dying Light написав Павел Блащак, аудіодиректор Techland, який раніше створив музику для The Witcher, Dead Island і Call of Juarez. За словами Блащака, на цю музику його надихнули звукові доріжки з фільмів 1970-1980-х років; оскільки він вважає, що помітно сумніший тон такої музики більше пасує до постапокаліптичних налаштувань гри, аніж типова музика жахів. У цій музиці він широко застосував синтезатори, щоб "представити почуття занедбаності, порожнечі й печалі" гравцям. При створенні музики для нічної частини гри, він прагнув досягти атмосфери мовчання у сутінках. Команда зрештою створила свистячий звук, який звучить під час розділу циклів «день-ніч», з тим, щоб зіткнення з ворогами вночі "лякали сильніше". У цифровому вигляді альбом вийшов 4 лютого 2015 року, приблизно через тиждень після виходу гри. Після виходу саундтрек отримав високу оцінку від Девіда Хавтона (David Houghton) з GamesRadar: завдяки відходу від типової оркестрової музики, а також за додавання грі "реальної текстури й сили". Він також заявив, що саундтрек, який грав протягом гри, надав їй "ефектного та всебічного забарвлення" і що ця музика створила унікальний (особливий) відтінок, у чому більшість ігор зазнають невдач. 
| Dying Light (Original Score) | Dying Light (Original Score) | Dying Light (Original Score) |
| #                            | Назва                        | Тривалість                   |
| ---------------------------- | ---------------------------- | ---------------------------- |
| 1.                           | «Harran»                     | 1:14                         |
| 2.                           | «Horizon»                    | 2:40                         |
| 3.                           | «Passage»                    | 4:30                         |
| 4.                           | «Runaway»                    | 4:17                         |
| 5.                           | «Revival»                    | 2:53                         |
| 6.                           | «Demolition»                 | 4:29                         |
| 7.                           | «Departure»                  | 3:49                         |
| 8.                           | «Invitation»                 | 4:50                         |
| 9.                           | «Now They Are Coming»        | 3:41                         |
| 10.                          | «On the Edge»                | 2:45                         |
| 11.                          | «Destination»                | 3:53                         |
| 12.                          | «Praise the Sunlight»        | 3:22                         |
| 13.                          | «In the Cage»                | 3:21                         |
| 14.                          | «Choices and Decisions»      | 2:06                         |
| 15.                          | «Strife»                     | 3:18                         |
| 16.                          | «For the Greater Good»       | 4:07                         |
| 17.                          | «Loose Ends»                 | 2:48                         |
| 18.                          | «Decline»                    | 5:06                         |
| 19.                          | «Breakdown»                  | 1:31                         |
| 20.                          | «Despair»                    | 2:20                         |
| 21.                          | «Extent»                     | 3.16                         |

## Відгуки
| Агрегатор    | Оцінка                                 |
| ------------ | -------------------------------------- |
| GameRankings | (PS4) 75.02% (XONE) 74.60% (PC) 72.80% |
| Metacritic   | (PC) 75/100 (PS4) 74/100 (XONE) 74/100 |

| Видання        | Оцінка |
| -------------- | ------ |
| Destructoid    | 7/10   |
| Eurogamer      | 7/10   |
| Game Informer  | 8.5/10 |
| GameRevolution | [ 78 ] |
| GameSpot       | 7/10   |
| GamesRadar+    | [ 80 ] |
| GameTrailers   | 6.8/10 |
| IGN            | 8.5/10 |
| PC Gamer (США) | 70/100 |
| Polygon        | 6.5/10 |
| VideoGamer.com | 8/10   |

Після виходу Dying Light отримало загалом позитивні відгуки від критиків. Зведені огляди сайтів GameRankings і Metacritic дали версії PlayStation 4 75.02% на основі 43 оглядів та 74/100 на основі 58 оглядів, версія Xbox One отримала 74,60% на основі 20 оглядів та 74/100 на основі 26 оглядів, а версія Microsoft Windows 72.80% на основі 20 оглядів та 75/100 на основі 39 оглядів.
Дописувач IGN Мікель Репарез (Mikel Reparaz) дав грі 8,5 / 10, схвалюючи її енергійний, амбітний і несподівано величезний відкритий світ, характерні природні й плавні рухи паркуру, приємний кооперативний мультиплеєр, сутички нагородження, які задовольняють все більше і більше, пам'ятні й часто несподівані побічні місії, які він охарактеризував як "та частина оповіді, що дійсно виблискує". Проте, він критикував слабкий розвиток характерів, шаблонність антагоністів, нестабільність онлайн з'єднання, іноді незграбні бойові дії і караючи труднощі на ранній стадії гри. У своєму короткому огляді він каже, що "Dying Light поступово і переконливо перетворюється на швидке, гіпернасильницьке святкування вертикальної свободи і знищення зомбі. Це одна з найбільш захопливих ігор з відкритим світом – зомбі-заражених чи якихось інакших – у які я грав останнім часом".
Браян Ші (Brian Shea), який пише для Game Informer, також дав грі 8,5 / 10, схвалюючи її графіку, захопливу і добре виконану оповідь, доступну систему поліпшень (крафту); зазначив корисність від ближнього бою й задоволення від бойової анімації, відмінного кооперативного мультіплеєру, величезну різноманітність побічних квестів, а також велику різницю між днем і ніччю. Проте, він піддав критиці ненадійну систему паркуру, а також схему управління, яка іноді засмучує. Він також піддав критиці перестрілки, які "не мають такого лиску, як рукопашний бій". Він підсумував свою думку про гру: "Dying Light є сильною грою з відкритим світом про зомбі, яка забезпечує хороший досвід роботи на майже кожному фронті».
Стів Бернс (Steve Burns) з VideoGamer.com дав грі 8/10, кажучи, що "Dying Light приємний сюрприз. Завзяті й добре складені ... [піднесені духом і оновлені системи] підняли Techland до нових висот, що з розробниками не часто траплялося раніше." Проте, він заявив, що гра "не цілком достатня, щоб дійсно перетягнути тих, хто втомлюється добивати зомбі до кінця".
Кевін ВенОрд (Kevin VanOrd) з GameSpot поставив Dying Light 7/10. Водночас він дав високу оцінку циклам дня і ночі, вільному ходу механіки, середовищу кооперації та конкуренції, проте критикував місії за нудність. Ден Уайтхед (Dan Whitehead) з Eurogamer дав грі 7/10, кажучи, що "Dying Light являє собою поліпшення в технічному плані, але втратило в процесі частину своєї чарівності мандрівок".
Брендон Джонс (Brandon Jones) з GameTrailers дав грі 6.8 /10, вихваляючи її точну систему паркуру і творчу орієнтацію в довкіллі, але піддав критиці рухи губ, які не збігаються з текстом, обмеження лицьової анімації, повторюваний характер моделей, відсутність передісторії, непотрібні вдосконалення, іноді невиразний AI, текстури спливних вікон, проблеми з графікою та ігрові баги.
Артур Гіс (Arthur Gies) з Polygon дав грі 6.5 / 10. Він високо оцінив її унікальну обстановку, а також навігаційні виклики, про які він висловився, що "захопився самобутнім відчуттям масштабу, висоти і запаморочення". Однак, він критикував незграбну систему паркуру, погано пояснену крафтову систему, заплутане меню та інвентар, надмірну закривавленість, перенасиченість принеси-квестами, відсутність швидкої системи переносу та відсутність глибини в змагальному мультиплеєрі режиму "Be the Zombie" й безцільну кампанію.
Метью Еліот (Matthew Elliot) з GamesRadar дав грі 3/5, вихваляючи загрозливий електро саундтрек, приємний паркур, детально промальоване довкілля і цикли день-ніч. Він стверджував, що "почуття терміновості у виконанні завдань упродовж денного часу і жахаючий досвід у нічний час – надали Dying Light відчуття унікальності". Проте, він критикував різку зміну складності, відсутність характеристик, а також лінійний дизайн місії сюжетної кампанії, про яку він заявив, що "незадоволеність місією призводить до почуття, що ви краще накурились би трави до втрати пульсу".
Роджер Харгрівз (Roger Hargreaves) з Metro дав грі 5/10, схвалюючи виклики співробітництва і систему паркур в стилі Mirror's Edge, але розкритикував незграбний ближній бій, швидке зношування зброї, посередні візуальні ефекти, технічні проблеми, жахливу якість оповіді, недоліки нічної частини і повторювані квести. Він також піддав критиці режим "Be the Zombie" за неможливість отримати від нього задоволення. Коротко він сказав, що "гра являє собою певне покращення в порівнянні з Dead Island, але все ще позаду кривої з точки зору більшості ігор".

### Продажі
У перший тиждень після випуску в Dying Light грали 1,2 мільйона осіб. Роздрібна (фізична) версія Dying Light дебютувала з 1-го місця в чарті продажів програмного забезпечення США, перевершивши таких важковаговиків, як Grand Theft Auto V і Call of Duty: Advanced Warfare. Dying Light стала найбільш продаваною у перший місяць продажів серед інтелектуальної власності в жанрі survival horror, побивши рекорд, який раніше належав The Evil Within. Гра також дебютував під № 1 в чарті роздрібної торгівлі програмним забезпеченням Великої Британії протягом двох тижнів, випередивши інші великі релізи в лютому, такі як The Order: 1886 і Evolve – попри те, що за місяць до того гра вийшла в цифровому форматі. Протягом перших 45 днів після випуску 3,2 мільйона осіб грали у Dying Light, що робить її найпопулярнішою грою виробника Techland серед всіх створених ними раніше. 19 травня 2015 року Techland заявили про 4,5 мільйона гравців які грають в гру, як і в червні 2015 року. У травні 2015 року було оголошено, що розвиток іншої відеоігри Techland, Hellraid, відкладено, щоб студія могла повністю зосередитися на розвитку франшизи Dying Light. 13 серпня 2015 року Techland заявили, що продано п'ять мільйонів одиниць гри.

## Сиквел
Сиквел відеогри, Dying Light 2: Stay Human був оголошений на виставці E3 2018 року Крісом Авеллоном. Планувалося, що відеогра має вийти навесні 2020 року, проте в січні 2020-го розробники перенесли кінцевий вихід нової частини на невизначений час, принісши свої вибачення фанатам. Як заявив генеральний директор Techland Павло Мерхевка, компанії необхідно більше часу, щоб «здійснити задумане», а більше подробиць компанія розкаже вже в найближчі місяці.